# Diploglossus garridoi
Diploglossus garridoi är en ödleart som beskrevs av  Thomas och HEDGES 1998. Diploglossus garridoi ingår i släktet Diploglossus och familjen kopparödlor. Inga underarter finns listade i Catalogue of Life.